# Люффа колючая
Лю́ффа колю́чая (лат. Luffa echinata) — вид растений из рода Люффа (Luffa) семейства Тыквенные (Cucurbitaceae). Ареал этого растения — Пакистан, Индия, Бангладеш, а также некоторые страны Африки (Чад, Эфиопия, Сомали, Судан, Камерун, Мали, Мавритания, Нигер, Нигерия).
Лиана цепляющаяся за опору с помощью усиков. Листья пятилопастные (слабо или сильнорассечённые), на черешках длиной до 12 см. Цветки раздельнополые, с белым венчиком диаметром до 2,5 см. Тычиночные цветки собраны в кистевидные соцветия по 5-12 цветков, пестичные — одиночные.
Плоды удлинённо-яйцевидные, небольшие (длиной 2—5 см), густо покрыты щетинками длиной 4—7 мм. На вкус горькие, непригодны в пищу. Семена чёрные, длиной 4—5 мм, слегка бородавчатые.